# Józef Miłosz
Józef Miłosz (Miłłosz) herbu Lubicz – miecznik kowieński w 1793 roku, cześnik kowieński w 1791 roku, konsyliarz powiatu kowieńskiego w konfederacji generalnej litewskiej w konfederacji targowickiej w 1792 roku, z jej ramienia był deputatem do ułożenia formy rządu oraz do komisji do spraw statutu litewskiego.